# Jean Sandherr
Nicolas Jean Robert Conrad Auguste Sandherr (Mulhouse, 6 giugno 1846 – Parigi, 24 maggio 1897) è stato un militare francese.
Capo della sezione del controspionaggio dell'esercito francese, fu tra i principali orchestratori dell'affare Dreyfus.

## Biografia
Alsaziano, entrò all'École spéciale militaire de Saint-Cyr nel 1864. Due anni dopo si diplomò e si arruolò nell'11º Battaglione dei Cacciatori a Piedi (BCP) con il grado di sottotenente.
Nell'agosto 1870, come tenente del 9° BCP, partecipò alla guerra franco-prussiana dove fu ferito. Il 28 ottobre 1870, al termine dell'assedio di Metz, fu fatto prigioniero di guerra. In seguito al trattato di Francoforte del 1871, scelse di mantenere la nazionalità francese.
Capitano nel 1873, questo profilo di alto potenziale fu ammesso alla prima classe (1876-1877) di studenti dell'École supérieure de Guerre e si diplomò con un certificato di stato maggiore. In servizio in Tunisia con il 2º reggimento di fucilieri algerini al momento dell'annessione di questo protettorato, il capitano Sandherr fu incaricato di classificare le tribù tunisine in base al loro grado di ostilità alla penetrazione francese.
Nominato capo battaglione nel 1885, divenne vice capo della Sezione statistica dello Stato Maggiore dell'Esercito, nome di copertura dato al servizio di controspionaggio militare francese. Nel 1887 ne divenne il comandante. Cavaliere della Legione d'Onore dal settembre 1870, fu promosso Ufficiale dell'Ordine il 28 dicembre 1888. Promosso tenente colonnello nel 1891, era sotto il diretto comando del generale Charles-Arthur Gonse quando scoppiò l'affare Dreyfus.
Sandherr fu assistito nelle sue funzioni dal maggiore Hubert Henry, un ufficiale che era salito di grado e godeva della piena fiducia del generale Gonse. Nel settembre 1894, grazie a una donna delle pulizie, il controspionaggio francese intercettò un biglietto scritto a mano trovato in un cestino della carta straccia dell'ambasciata tedesca a Parigi. Il documento dimostrava che i segreti militari francesi venivano trasmessi al nemico. Accecato dal suo antisemitismo, Sandherr condusse una frettolosa indagine che portava al capitano Alfred Dreyfus.
Promosso colonnello il 14 aprile 1895, Sandherr lasciò il suo incarico il 1º luglio successivo per assumere il comando del 20º reggimento di fanteria a Montauban. Il suo successore a capo della Sezione Statistica fu il tenente colonnello Georges Picquart, che avrebbe adottato un approccio più rigoroso e si sarebbe battuto per la riabilitazione di Dreyfus.
Il colonnello Sandherr non visse abbastanza per vedere l'esito dell'Affare. Lasciò il servizio attivo nel dicembre 1896 colpito da meningoencefalite da neurosifilide.
Sandherr morì nella sua casa del XVII arrondissement di Parigi il 24 maggio 1897 prima che lo scandalo venisse alla luce.

## Cinema
Nel film del 2019 L'ufficiale e la spia di Roman Polański Sandherr è interpretato da Éric Ruf.